# دارك أرمس - بياست بوسترز
دارك أرمس - بياست بوسترز (بالإنجليزية: Dark Arms: Beast Busters)‏ ، هي لعبة فيديو أنتجها ونشرها شركة إس إن كاي اليابانية سنة 1999م، وتعمل حصراً لنظام نيو جيو بوكيت المحمولة الحصرية.

## مصدر
1. ↑  http://www.youtube.com/watch?v=q0tOtpWFyKY Game Credits.  Retrieved on 2013-10-05. نسخة محفوظة 2016-05-29 على موقع واي باك مشين.